# Torn polític
El torn polític fou una pràctica política vigent durant la Restauració borbònica iniciada en vigílies de la mort d'Alfons XII, mitjançant la qual els partits del moment, el Partit Conservador i el Partit Liberal, s'alternaren en el govern. L'objectiu d'aquest sistema era garantir l'estabilitat de la regència de Maria Cristina d'Àustria i el regnat del seu fill, Alfons XIII, en els moments de crisi. Gràcies al caciquisme i al cunerisme els partits podien controlar els resultats de les eleccions i tornar-se en el poder, cosa que varen fer durant el primer període el conservador Antonio Cánovas del Castillo i el liberal Práxedes Mateo Sagasta.